# Langenbach (Amper)
Der Langenbach ist ein ganzjähriges Fließgewässer 3. Ordnung im oberbayerischen Landkreis Freising.
Dieser hat mehrere Quellen diese liegen südlich von Jaibling (Nähe Marzling), nördlich von Langenbach (Oberbayern), in Großenviecht, östlich von Marzling, südlich von Schmidhausen. 
Er mündet nördlich von Langenbach (Oberbayern) zwischen Haag an der Amper und Inkofen von Süden her in die Amper.